# Yes! Pretty Cure 5 Go Go!
Yes! Pretty Cure 5 GoGo! (Yes! プリキュア5 GoGo! Iesu! Purikyua Faibu GoGo!?) es la quinta serie de la saga de anime de Pretty Cure y secuela de Yes! Pretty Cure 5, creado por Izumi Todo y producida por Toei Animation. Se emitió en Japón en TV Asahi del 3 de febrero del 2008 al 25 de enero del 2009.
Yes! PreCure 5 GoGo! es precedida por Yes! Pretty Cure 5 y seguida por Fresh Pretty Cure.

## Historia
Eternal, es una organización que roba los tesoros de los mundos, y quiere entrar en el Cure Rose Garden, y también necesita la Rose Pact y los cuatro reyes, cuyas coronas, junto con la del Reino de Palmier, son esenciales para que aparezca el portal de entrada. A medida que el Ataúd de la Rosa se dispersa, ataca el Reino Eterno de Palmier, donde se reunió con los cuatro reyes, que, sin embargo, logran escapar. Mientras tanto, Flora, guardiana del Jardín, les dijo que por favor se pongan en contacto con las PreCure y les da la Rose Pact. Además de protegerlo y evitar que sean robados, las guerreras legendarias encuentran a los cuatro reyes, que están ocultos en la Tierra en forma de Palmin. Una semilla de la rosa azul florece y le de poder a Milk a transformarse en una guerrera llamada Milky Rose.

## Personajes

### PreCure y aliados
Nozomi Yumehara (夢原 のぞみ Yumehara Nozomi?) / Cure Dream (キュアドリーム Kyua Dorīmu?)
Seiyū: Yūko Sanpei
Ella tiene 15 años y asistió a séptimo grado en la escuela Cinq Lumiere. Curiosa, suave y torpe, pero fuerte y decidida, su padre es un escritor y su madre tiene un salón de belleza. Es la mejor amiga de Rin y está enamorada de Coco, a lo largo de la serie ella crece. No sabe qué hacer en la vida, pero luego decide convertirse en profesora. A pesar de ser mala en los estudios, el deporte y la gastronomía, es siempre optimista. Ella es la primera PreCure la líder del grupo, se convierte en Cure Dream. Su color es el rosa.
Rin Natsuki (夏木 りん Natsuki Rin?) / Cure Rouge (キュアルージュ Kyua Rūju?)
Seiyū: Junko Takeuchi
Ella tiene 15 años y asistió a séptimo grado en Cinq Lumière. Sus padres tienen una tienda de flores y tiene unos gemelos de hermano y hermana. Nozomi es su mejor amiga desde la guardería, y esta amistad le llevó a aceptar sus poderes. Leal y alegre, tenaz y decidida, ella es buena en todos los deportes y juega al fútbol. Ella puede cuidar a sus amigos.Es muy popular entre los chicos, sabe cocinar y le dan miedo los fantasmas. Nozomi siempre la saca de problemas. Es sincera y pesimista, y a veces contrasta con el carácter alegre y optimista de Nozomi. Es muy buena en la creación de accesorios, diseñadora de joyas. No está de acuerdo con Karen, pero luego descubre que tiene mucho en común con ella, y le encanta la naranja. Es la segunda PreCure y se convierte en Cure Rouge. Su color es el rojo.
Urara Kasugano (春日野 うらら Kasugano Urara?) / Cure Lemonade (キュアレモネード Kyua Remonēdo?)
Seiyū: Mariya Ise
Ella tiene 14 años y asistió al sexto grado de Cinq Lumière. Es una ídolo y se acaba de mudar, esconde sus sentimientos detrás de una sonrisa falsa y es capaz de ser ella misma a solas con su único amigo. Tímida, dulce y madura, aunque a veces un poco ingenua, quiere convertirse en una actriz para traer felicidad, paz y amor. Empieza a realizar pequeños papeles en el cine y participar en varios programas de televisión, se convierte también cantante, y en el curso de su carrera, lanzaron dos singles. A ella le gusta comer, pero no tanto como Nozomi, el curry le gusta. Su madre murió cuando ella era joven y su padre es francés. Ella es la tercera PreCure, se convierte en Cure Lemonade. Su color es el amarillo.
Komachi Akimoto (秋元 こまち Akimoto Komachi?) / Cure Mint (キュアミント Kyua Minto?)
Seiyū: Ai Nagano
Ella tiene 16 años y asistió a la escuela intermedia de Cinq Lumière. Sus padres tienen una tienda de dulces y tiene una hermana mayor, Madoka. Educada, curiosa, tímida y amable, le gusta leer y escribir libros, porque su sueño es convertirse en una escritora. Experta y amante de la leyenda y el misterio, es una voluntaria en la biblioteca y, a menudo se pasa el tiempo escribiendo historias. Cuando se enfada se convierte en una furia, como Karen es muy popular entre los estudiantes más jóvenes. Ella está enamorada Natts. Es la cuarta PreCure, se convierte en Cure Mint. Su color es el verde.
Karen Minazuki (水無月 かれん Minazuki Karen?) / Cure Aqua (キュアアクア Kyua Akua?)
Seiyū: Ai Maeda
Ella tiene 16 años y asistió a la escuela intermedia de Cinq Lumière. Sus padres son músicos en la carretera y desaparecidos. Ella ama las flores y las uvas negras, toca el violín y el piano. Es la presidenta del consejo estudiantil y es la primera en la clase que quiere ser médico, porque le gusta cuidar de los demás. Su familia, además de tener una isla, también tiene una casa de campo en Escocia. Casi nunca muestra sus debilidades o sus sentimientos. Komachi es su mejor amiga y le gusta la leche. Al principio ella y Rin no tiene una buena relación, pero con el tiempo descubren que tienen mucho en común. Es la quinta PreCure, se convierte en Cure Aqua. Su color es el azul.
Milk (ミルク Miruku?) / Kurumi Mimino (美々野 くるみ Mimino Kurumi?) / Milky Rose (ミルキィローズ Mirukī Rōzu?)
Seiyū: Eri Sendai
Ella tiene 14 años.Es una nueva estudiante en Cinq Lumière, asiste al séptimo grado y vive en Natts House. Está de acuerdo con Karen y le gusta el chocolate con leche. Su comportamiento es tranquilo contrasta con su personalidad elegante y extravagante. Es buena cocinera, le gusta actuar y jugar al baloncesto, también le gusta la literatura. Es la forma humana de Milk, pero no puede estar como Milky Rose durante mucho tiempo porque requiere demasiada energía. Ella tiene el poder de la Rosa Azul. Su color es el púrpura.
Coco (ココ Koko?) / Kouji Kokoda (小々田コージ Kokoda Kōji?)
Seiyū: Takeshi Kusao
Él es un ciudadano del Reino de Palmier y va en busca del Dream Collect. Cuando se transforma en humano se llama Kokoda y trabaja en la escuela como profesor. Se enamora de Nozomi, en GoGo se convierte en rey. Le encanta los bollos de crema y siempre termina sus frases con "coco".
Nuts (ナッツ Nattsu?) / Mr. Natsu (夏さん Nattsu-san?)
Seiyū: Miyu Irino
Es una ardilla que ha abierto la joyería Natts House. Está atrapado en el Dream Collect,y se libera cuando todas las PreCure se reúnen. Se ha apartado y en un principio tiene dificultades para confiar en la gente, pero en realidad es muy generoso y se preocupa por su pueblo. Desarrolla un vínculo especial con Komachi. En GoGo comienza a estudiar la historia de los antiguos pueblos de la Tierra para entender la manera de mejorar el Reino de Palmier. Él ama las galletas de arroz y sus frases terminan con "natts".
Syrup (シロップ Shiroppu?) / Shiro Amai (甘井 シロー Amai Shirō?)
Seiyū: Romi Park
Un pájaro que puede volar, está casi siempre de mal humor, escéptico y ágil. Él ama los dulces, en especial los crepes, y, hasta el episodio 46, no se acuerda de su pasado. Trabajó para Eternal por un corto tiempo para poder ir al Cure Rose Garden que se relacionan con sus recuerdos. No puede ir a ninguna parte, salvo al Cure Rose Garden, y se une a las PreCure para tratar de llegar a Flora. Vivió durante un período corto en el Reino de Palmier, pero luego, al ser el único capaz de volar, se sentía incómodo. Coco le odia porque le había prometido que iba a encontrar el Cure Rose Garden, pero no tuvo éxito y por lo tanto Syrup y Coco se sintieron traicionados. Los dos hacen las paces, pero en el episodio 24. Su trabajo consiste en entregar las cartas de un mundo a otro, y lo hará con Mailpo, una caja que se ocupa de llevar las cartas. Su nombre humano estuvo a cargo de Karen y ayuda a Otaka cocinera de la cafetería de la escuela. Desarrolla un vínculo especial con Urara, sin embargo, no está claro y nunca ha sido confirmado por Syrup de Toei Animation es si o no el amor con Urara. . Antes de mudarse a Natts House, vivía en la torre del reloj. Termina sus frases con "ropu".

### Reyes y Reinas de los 4 Reinos
Rey Donuts (ドーナツ国王 Donatsu Kokuō?)
Seiyū: Yasunori Matsumoto
El primer rey, es un dragón azul. Es el gobernante de Donuts, el principado al este de Palmier. Es elegante, arrogante, maleducado y terco. Aprecia a las personas que trabajan duro para los demás. Al principio no consideraba que Coco y Natts fueran dignos del trono del Reino de Palmier, pero luego cambia de opinión. Puede crear una centella para atacar al enemigo. En el episodio 14, regresa a su reino. Termina sus frases con "dona".
Reina Bavarois (パパロア女王 Babaroa Joō?)
Seiyū: Mari Adachi
Es la segunda soberana, es un pájaro rojo y rosa sociable y energética. Es la soberana del reino de Bavarois, al sur del principado de Palmier. Su naturaleza comunicativa se mete en problemas por otro. Pretty Cure permite comunicarse entre sí. En el episodio 25, regresa a su reino. Termina sus frases con "ro".
Princesa Crepe (クレープ王女 Kurēpu Ōjo?)
Seiyū: Kumiko Nishihara
Es la tercera soberana, es un tigre de color naranja y amarillo. Es la soberana del reino de Crepe, al oeste del principado de Palmier. Está enamorada de Coco, y lo llama "Cocorin", y se parece a su novia. Se cree que dos de ellos deberían casarse porque eran menores de edad, Coco, inconscientemente, le dio la mitad de la fruta que estaba comiendo y que, en el reinado de Crepe, lo que equivale a una propuesta de matrimonio. Él espera que su matrimonio unifique los reinos, pero después de ver cómo Coco mantiene a Nozomi decide hacerse a un lado. Ella tiene el poder para activar las Milky Notas. En el episodio 34 vuelve a su reino.
Rey Montblanc (モンブラン国王 Monburan Kokuō?)
Seiyū: Sakiko Tamagawa
Es el cuarto soberano, es una tortuga verde. Es el soberano del reino de Montblanc, al norte del principado de Palmier. Se trata de los gobernantes más antiguos e inteligente. Sólo puede beber zumo de uva y conoce el secreto del Jardín de Cure Rose. Termina sus frases con "momo".

### Eternal
Eternal (エターナル Etānaru?) son los villanos de la serie, son un grupo de arte dedicados a robar artes y tesoros de otros mundos en su base, buscando apoderarse de los tesoros y poder del Cure Garden Rose.
Director (館長 Kanchō?)
Seiyū: Shigeru Chiba
Es la cabeza de la cruel y poderosa organización Eternal, y con el rostro cubierto por una máscara. Viaja sentado en una silla suspendida. Enamorado de Flora, Desea entrar en el Jardín de Cure Rose. Tiene enormes alas negras, que se convierten en púrpura y gris cuando le revela su verdadera forma. Es derrotado por la unión de los poderes en el último episodio.
Anacondy (アナコンディ Anakondi?)
Seiyū: Kaori Yamagata
Segundo miembro de Eternal, controla a los demás miembros y a los objetos robados. Ella está enamorada de Director, y quiere matar a Flora por celos. Ella puede petrificar a cualquiera con los ojos. Rayos y destellos de luz y su forma monstruosa recuerda a Medusa. No se lleva muy bien con Shibiretta. Por haber ocultado una carta de Flora, fue destruida por el Director en el episodio 46.
Scorp (スコルプ Sukorupu?)
Seiyū: Takehito Koyasu
Es el primer miembro de la organización Eternal. Él sabe muy bien el pasado de Syrup y se convierte en un escorpión. Aunque inicialmente no tiene buenos resultados, poco a poco se convierte en amigo de Bunbee. Es derrotado en el episodio 11 por Milky Rose.
Nebatakos (ネバタコス Nebatakosu?)
Seiyū: Bin Shimada
Tercer miembro de la organización Eternal es arrogante y perezoso, y es un sirviente como Bunbee. Es un fan de Urara. Se puede convertir en un calamar y escupe tinta. No le gustan las reglas y a menudo choca con Anacondy. Es derrotado en el episodio 24.
Shibiretta (シビレッタ Shibiretta?)
Seiyū: Reiko Suzuki
Cuarta miembro de la organización Eternal. Una anciana con un sombrero en forma de hongo, hace malabares con los cuentos de hadas europeos y japoneses. Siempre hace una trampa en un cuento de hadas para atrapar a la Pretty Cure. Escribe historias con la intención de atraer el interés del Director. No le gusta Anacondy. Tiene un bastón con el que realiza los hechizos mágicos. Es derrotada en el episodio 42.
Isohgin (イソーギン Isōgin?) & Yadokhan (ヤドカーン Yadokān?)
Seiyūs: Chō y Kenji Nomura
Quintos miembros de la organización Eternal. Los guerreros más poderosos y los mejores cazadores de tesoros , Isohgin es alto y delgado, mientras que Yadokhan es bajo y gordo. Las frases son rápidas, e Isohgin repite lo que dice su compañero. Yadokhan, a pesar del tamaño, es muy rápido. Puede fundirse en un ser con las patas de cangrejo y pueden respirar bajo el agua, y pueden crear explosiones disparando rayos rojos de sus ojos. Son los jefes de Bunbee después de la muerte de Nebatakos. Son derrotados en el episodio 38.
Mucardia (ムカーディア Mukādia?) / Kyosuke Momoi (百井京介 Momoi Kyōsuke?)
Seiyū: Ryōtarō Okiayu
Sexto y último miembro de la organización Eternal. El hombre de confianza de Anakondy, es un tipo muy agradable que utiliza su encanto para estar más cerca de Pretty Cure, y averiguar más acerca de ellas.Le gusta el tenis, pretende ser un ilusionista. A menudo se sienta en un trono de suspensión, cuando la lucha de Hoshina contra Pretty Cure, permanece detrás de la escena sin mostrar. Su forma verdadera es una cucaracha. Su deseo es convertirse en el número dos de Eternal. En el episodio 45 parece estar derrotado por las Pretty Cure, Anakondy debido a la detención de los pies, impidiéndole así escapar, de hecho, sobrevivió, pero es destruido por el Director en el episodio 46.
Hoshina (ホシイナー Hoshiinā?)
Seiyū: Shinya Fukumatsu
El mal es una entidad que puede unirse a los objetos. Se utiliza para distraer a las Pretty Cure. Se crea con una bola amarilla.

### Cure Rose Garden
Flora (フローラ Furōra?)
Seiyū: Yūko Minaguchi
Es la guardiana del Cure Rose Garden. Cuidadosa, es amable y paciente. Está destinada a desaparecer, porque su poder se está desvaneciendo, y eligió a las PreCure para defenderla en lugar del Director, deseosos de dominar el jardín. Al final de la serie desaparece y se convierte en una semilla.
Mailpo (メルポ Merupo?)
Seiyū: Wasabi Mizuta
Él es un buzón rosa que ayuda a Syrup. En el último episodio se descubre que es una rosa del Jardín de Cure Rose, siempre está con Syrup. Él asumió la apariencia de un buzón de correo para estar cerca de Syrup.

### L'Ècole des Cinq Lumières
- Mika Masuko

- Kaori Konno, Miho Saitou, Eri Nakazawa y Aki Yamamoto

- Mayu Kudou y Kanako Miyamoto

Yoshimi Morita (モリタヨシミ Morita Yoshimi?)
Seiyū: Yuri Amano
Es la mejor amiga de Urara. Sus padres tienen una tienda de Curry.

### Personajes exclusivos de la película
Chocola (チョコラ Chokora?)
Seiyū: Taeko Kawata
La princesa del Reino de los postres, llega de repente a Natts House dentro de un horno. Perseguida por Bunbee, Pretty Cure la salvan y como agradecimiento las lleva a su reino, en realidad, se vio obligada por Mushiban, que ha amenazado con hacerle daño a su madre si ella no trae a las Pretty Cure. Tiene un buen corazón y trata a la gente con amor. Sueña con ser una buena reina como su madre, quien le enseñó a cocinar pasteles.
Reina de los Postres (デザート女王 Dezāto Jōo?)
Seiyū: Mika Doi
Soberana del Reino de los postres, es muy elegante y gentil, es la madre de Chocola. Cocina los mejores pasteles en el reino y vive en el Castillo. Cae bajo el control de Mushiban.
Mushiban (ムシバーン Mushibān?)
Seiyū: Akio Ōtsuka
Él invadió el reino de los postres y poseyó a la Reina para poder comer todos los dulce que quiera y sentirse satisfecho. Sin embargo, para aquellos que lo comen, no se cumple, y por lo tanto trae a las Pretty Cure al Reino de los Postres para que se conviertan en dulces. Es capaz de crear bolas de energía negras. Milky Rose se enfrenta cara a cara, entonces, por su defecto de tomar el control del Reino de los postres, decide destruirlo, pero es derrotado por Shining Dream. Antes de morir, se da cuenta de que los dulces comidos por los que no sienten no le provoca placer.
Dry (ドライ Dorai?)
Seiyū: Akira Ishida
Está a las órdenes de Mushiban, quiere convertir en carámbanos a las Pretty Cure. Bajo su dulce apariencia. Es frío y reservado pero a la vez muy fuerte. Él es el encargado de llevar a Cure Rouge y Cure Aqua a un congelador y convertirlas en helado. Después de es derrotado por Aqua y Rouge. En los créditos se le puede ver hablando con las chicas en la fiesta de Nozomi, así que lo más probable es que atacara a las chicas, porque estaba bajo el control mental de Mushiban.
Bitter (ビター Bitā?)
Seiyū: Masaya Matsukaze
Está a las órdenes de Mushiban, quiere convertir en galletas a las Pretty Cure. Es guapo y atractivo pero es duro de pelar, odia los dulces y le encanta el alcohol. Él es el encargado de llevar a Cure Lemonade y Cure Mint dentro de un horno y convertirlas en galletas. Después es derrotado por Mint y Lemonade. En los créditos se le puede ver hablando con las chicas en la fiesta de Nozomi, así que lo más probable es que atacara a las chicas, porque estaba bajo el control mental de Mushiban.

## Objetos mágicos
CureMo (キュアモ KyuaMo?)
Es el móvil con el que las Pretty Cure utilizan para transformarse y capturar a los Palmin. Se obtiene por la fusión de las mariposas legendarias, que les dieron el poder de la luz en la temporada anterior, y el poder de la rosa roja de la atención del Jardín de Cure Rose.
Polvera de la Rosa (Rose Pact) (ローズパクト Rōzu Pakuto?)
Una pequeña caja blanca con una rosa roja grabado en la tapa, que se utiliza para llegar al Jardín de Cure Rose. Si quiere tomar posesión debido a que es un objeto de valor inestimable.
Paleta Láctea (Milky Palette) (ミルキィパレット Mirukī Paretto?)
Es una especie de xilófono que usa Kurumi para transformarse y atacar.
Corona del Reino de Palmier
Desapareció cuando los Nightmare atacan el Reino de Palmier, la corona ha vuelto a aparecer en el episodio 22, que sale de la Rose pact. Es un objeto muy poderoso que mantiene unido el Reino de Palmier y los cuatro reinos vecinos. En el episodio 45 se duplica.
Florete Cure (Cure Fleuret) (キュアフルーレ Kyua Furūre?)
Una nueva arma que recibió las Pretty Cure en el episodio 24, invocado por la corona del Reino de Palmier. El mango recuerda a la empuñadura de una espada, pero en lugar de una hoja, el mango se convierte en una rosa blanca y rosa. Reunidos alrededor de la corona de rosas, hay cinco rosas otras más pequeñas (de izquierda a derecha, los colores son el verde, fucsia, rojo, amarillo y azul). Las rosas se pueden separar del Florete Cure, transformado en espadas, cada uno del color de su Pretty Cure. Los nombres de estas espadas son:
- Cure Dream: Florete de Cristal (Crystal Fleuret)
- Cure Rouge: Florete de Fuego (Fire Fleuret)
- Cure Lemonade: Florete Brillante (Shining Fleuret)
- Cure Mint: Florete de Protección (Protection Fleuret)
- Cure Aqua: Florete Tornado (Tornado Fleuret)
- Milky Rose: Florete de Milky Rose (Milky Rose Fleuret)

Memoria Láctea (Milky Note) (ミルキィノート Mirukī Nōto?)
Es una computadora portátil que se puede comunicar con el Reino de Palmier y Pretty Cure. Fue creado por Natts y sólo funciona con los poderes de la Princesa Crepe. También permite girar La Paleta Láctea y el Espejo Lácteo.
Espejo Lácteo (Milky Mirror)  (ミルキィミラー Mirukī Mirā?)
Es una nueva arma entregada a Milky Rose en el episodio 31, invocado por la corona del Reino de Palmier.Milky Note deja una rosa azul, que se asienta en la punta de la Paleta Láctea y permite transformar el Espejo Lácteo. Este consiste en un disco giratorio en el que las rosas están representadas siete de siete colores diferentes: rosa, amarillo, rojo, verde, azul, morado y blanco.

## Transformaciones

### Cure Dream
- PreCure Metamorphose! (¡Metamorfosis de PreCure!) Es la transformación de Nozomi, se transforma con el Cure Mo.

¡El gran poder de la esperanza, Cure Dream!

- PreCure Shooting Star! (¡Estrella Fugaz de PreCure!) : crea una estrella fugaz que se estampa contra el enemigo y lo derrota.

PreCure Shooting Star!

### Cure Rouge
- PreCure Metamorphose! (¡Metamorfosis de PreCure!) : es la transformación de Rin, se transforma con el Cure Mo.

¡La llama roja de la pasión, Cure Rouge!

- PreCure Fire Strike! (¡Strike de Fuego de PreCure!) : crea una bola de fuego que se estampa contra el enemigo y lo derrota.

PreCure Fire Strike!

### Cure Lemonade
- PreCure Metamorphose! (¡Metamorfosis de PreCure!) : es la transformación de Urara, se transforma con el Cure Mo.

¡El efervescente aroma de un limón , Cure Lemonade!

- PreCure Prism Chain! (¡Cadena Prisma de PreCure!) : crea unas cadenas que se estampan contra el enemigo y lo derrota.

PreCure Prism Chain!

### Cure Mint
- PreCure Metamorphose! (¡Metamorfosis de PreCure!) : es la transformación de Komachi, se transforma con el Cure Mo.

¡La verde tierra de la tranquilidad, Cure Mint!

- PreCure Emerald Saucer! (¡Disco Esmeralda de PreCure!): crea una especie de disco que se estampa contra el enemigo y lo derrota.

PreCure Emerald Saucer!

### Cure Aqua
- PreCure Metamorphose! (¡Metamorfosis de PreCure!) : es la transformación de Karen, se transforma con el Cure Mo.

¡El manantial azul de la inteligencia, Cure Aqua!

- PreCure Sapphire Arrow! (¡Flecha Zafiro de PreCure!) : crea un arco de agua que se estampa contra el enemigo y lo derrota.

PreCure Sapphire Arrow!

### Milky Rose
- Sky Rose Translaste! (¡Rosa del Cielo, Traslación!): es la transformación de Kurumi, se transforma con la Paleta Láctea.

¡La rosa azul es el símbolo del secreto, Milky Rose!

- Milky Rose Blizzard! (¡Ventisca Milky Rose!) : es el ataque de Milky Rose, las cinco rosas y las cinco mariposas iluminan la Paleta de Milky.

¡La rosa resplandeciente florecerá y envolverá tu maligno corazón! Milky Rose Blizzard!

- Milky Rose Metal Blizzard! (¡Ventisca Metálica Milky Rose!) : es el ataque de Milky Rose con el Espejo Lácteo.

(Nutts)¡Poder para Milky Rose! (Rose) ¡La rosa resplandeciente florecerá y envolverá tu maligno corazón! Milky Rose Metal Blizzard!

### En grupo
- Presentación: es la presentación de las Pretty Cure.

(Juntas) ¡El poder de la esperanza y la luz del futuro! ¡Cinco corazones volando con elegancia! Yes! PreCure 5!

- PreCure Rainbow Rose Explosion! (¡Explosión de la Rosa Arcoíris de PreCure!): es el ataque de las PreCure con los Floretes Cures.

(Coco) ¡Poder para las PreCure!

(Dream) ¡Florete de Cristal, la luz de la esperanza!

(Rouge) ¡Florete de Fuego, la luz de la Pasión!

(Lemonade) ¡Florete Brillante, la luz de la efervesencia!

(Mint) ¡Florete de Protección, la luz de la tranquilidad!

(Aqua) ¡Florete Tornado, la luz de la inteligencia!

(Dream) ¡Cinco luces…

(Rouge, Lemonade, Mint, Aqua) …llenas de coraje!

(Juntas) PreCure Rainbow Rose Explosion! (¡Explosión de la Rosa Arcoíris de PreCure!)

- PreCure Milky Rose Floral Explosion! (¡Explosión Floral de Milky Rose y de PreCure!) : es el ataque de las PreCure junto con Milky Rose. Se usan los Floretes Cures y el Espejo Lácteo.

(Coco) ¡Poder para las PreCure!

(Natts) ¡Poder Para Milky Rose!

(Rey Donuts y Reina Bavarois) ¡La Rosa roja…

(Princesa Crepe y Rey Montblanc) y la Rosa azul…

(Cuatro soberanos) les damos el poder! 

(Dream) ¡La Rosa roja…

(Rouge, Lemonade, Mint, Aqua) de la esperanza!

(Milky Rose) La Rosa azul de los milagros!

(PreCure y Milky Rose) ¡Los poderes legendarios ahora conviertanse en uno! PreCure Milky Rose Floral Explosion!

## Lugares
Jardín de Cure Rose (キュアローズガーデン Kyua Rōzu Gāden?)
Es el jardín protegido por Flora y donde los enemigos quieren ir. Crecen un montón de rosas.
Eternal (エターナル Etānaru?)
Es un museo donde se encuentran objetos robados y los miembros Eternal.
Reino de Donuts (ドーナツ王国 Dōnatsu Ōkoku?)
Es el Reino del Rey Donuts. Su símbolo es un anillo.
Reino de Bavarois (パパロア王国 Paparoa Ōkoku?)
Es el Reino de la Reina Bavarois. Su símbolo es la crema.
Reino de Crepe (クレープ王国 Kurēpu Ōkoku?)
Es el Reino de la Princesa Crepe. Su símbolo es los crepes.
Reino de Montblanc (モンブラン王国 Monburan Ōkoku?)
Es el Reino del Rey Montblanc. Su símbolo es el pudding.